# Variabile BL Herculis
Le variabili BL Herculis sono un tipo di stella variabile di piccola massa e di bassa luminosità con un periodo di variazione di 1–7 giorni. Appartengono al gruppo delle variabili pulsanti e in particolare al sottogruppo delle cefeidi di tipo II, assieme alle variabili W Virginis e alle variabili RV Tauri. Come le altre cefeidi di tipo II sono stelle di popolazione II, molto vecchie e povere di metalli, che si trovano soprattutto nell'alone galattico e negli ammassi globulari. In comparazione con le altre cefeidi di tipo II, esse sono più deboli delle variabili W Virginis e hanno periodi più brevi: 1–7 giorni contro i 10–20 giorni delle W Vir. Inoltre se poste sul diagramma H-R, esse vengono a trovarsi a metà strada fra le variabili W Virginis e quelle RR Lyrae, che presentano periodi ancora più brevi delle BL Her (<1 giorno). Le variabili BL Herculis si distinguono dalle altre cefeidi di tipo II anche per la fase evolutiva nella quale si trovano: sono infatti stelle che si stanno spostando dal ramo orizzontale espandendo il loro raggio e aumentando la loro luminosità. Invece le variabili W Virginis si trovano in uno stadio più avanzato di evoluzione, ossia nel ramo asintotico delle giganti (AGB), mentre le RV Tauri sono stelle in uno stadio ancora più avanzato, ossia in una fase post-AGB.
Le variabili pulsanti come le BL Her variano la loro classe spettrale durante le loro pulsazioni. Normalmente le BL Her passano dalla classe A al massimo della loro luminosità alla classe F al minimo.
Il prototipo di questa classe di variabili, BL Her, varia dalla magnitudine 9,7 a quella 10,6 con un periodo di 1,3 giorni. Le variabili BL Her più brillanti sono: VY Pyx (7,7 mag al massimo), V0553 Cen (8,2), SW Tau (9,3), RT TrA (9,4), V0351 Cep (9,5), BL Her (9,7), BD Cas (10,8) e UY Eri (10,9).